# Saint-Florent-sur-Cher

Saint-Florent-sur-Cher este o comună în departamentul Cher, Franța. În 1 ianuarie 2022 avea o populație de 6.416 de locuitori.